# Linearschrift A

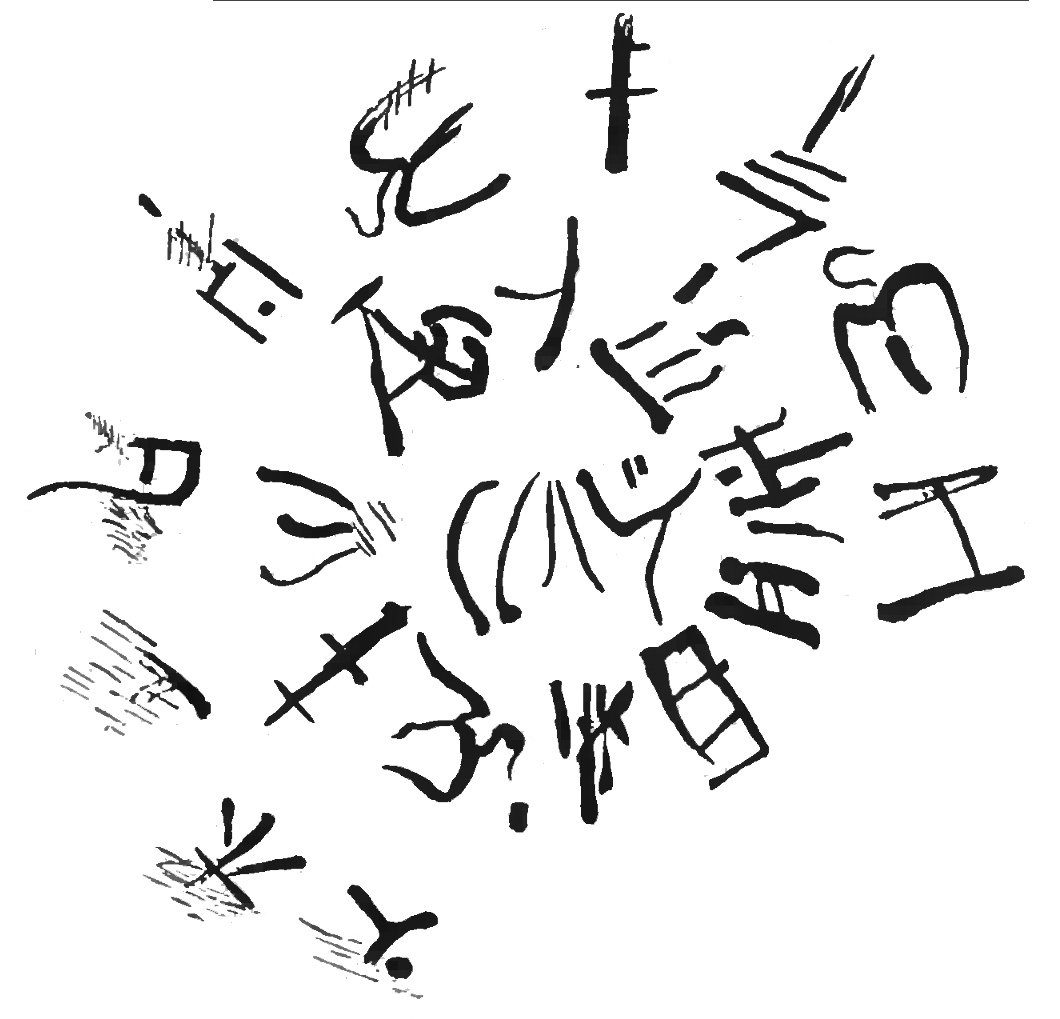
Linearschrift A

Die Linearschrift A (oft verkürzt, etwa von Arthur Evans, als Linear A bezeichnet) ist neben der kretischen Hieroglyphenschrift eines der beiden Schriftsysteme der minoischen Kultur Kretas. Sie wurde etwa vom 18. bis ins 15. Jahrhundert v. Chr. verwendet und konnte bisher nur ansatzweise entziffert werden. Ihr Gebrauch ist aus den Perioden MM II bis SM I B der minoischen Kultur bezeugt. Geschrieben wurde von links nach rechts. Aus Linearschrift A wurden später die an das Griechische angepasste Linearschrift B sowie die kypro-minoische Schrift entwickelt. Da die abstammenden Schriften (vorwiegend) Silbenschriften sind, handelt es sich mit großer Wahrscheinlichkeit auch bei Linear A um eine Silbenschrift.
Im Juni 2014 wurde die Schrift im Standard Unicode 7.0 als Unicodeblock Linear A (U+10600–U+1077F) aufgenommen.

## Beschreibung

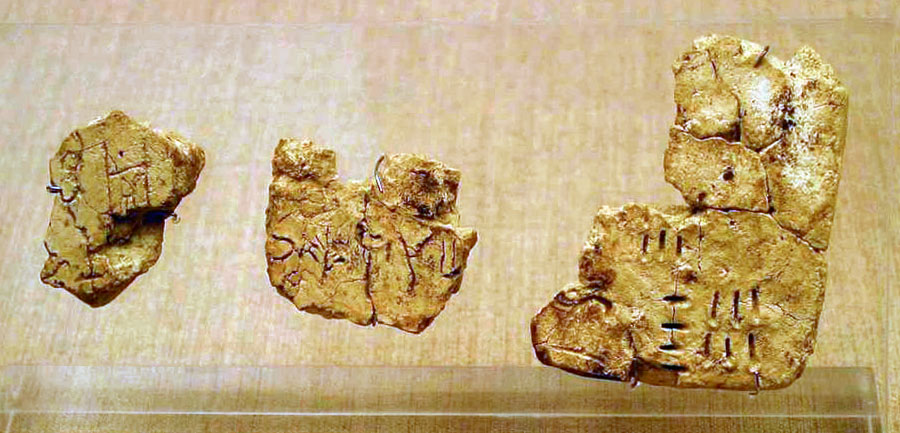
Bruchstücke von Linear-A-Täfelchen aus Akrotiri

Bekannt sind etwa 70 Silbenzeichen, 100 Zeichen mit Wortbedeutung, die teilweise mit Silbenzeichen kombiniert und dadurch näher bestimmt wurden, sowie diverse Zahlzeichen. Obwohl die der Schrift zugrundeliegende minoische Sprache unbekannt ist und bisher keiner bekannten Sprachfamilie zugeordnet werden konnte, lässt sich der Lautwert vieler Silbenzeichen durch Vergleiche mit der Linearschrift B mehr oder weniger erschließen.

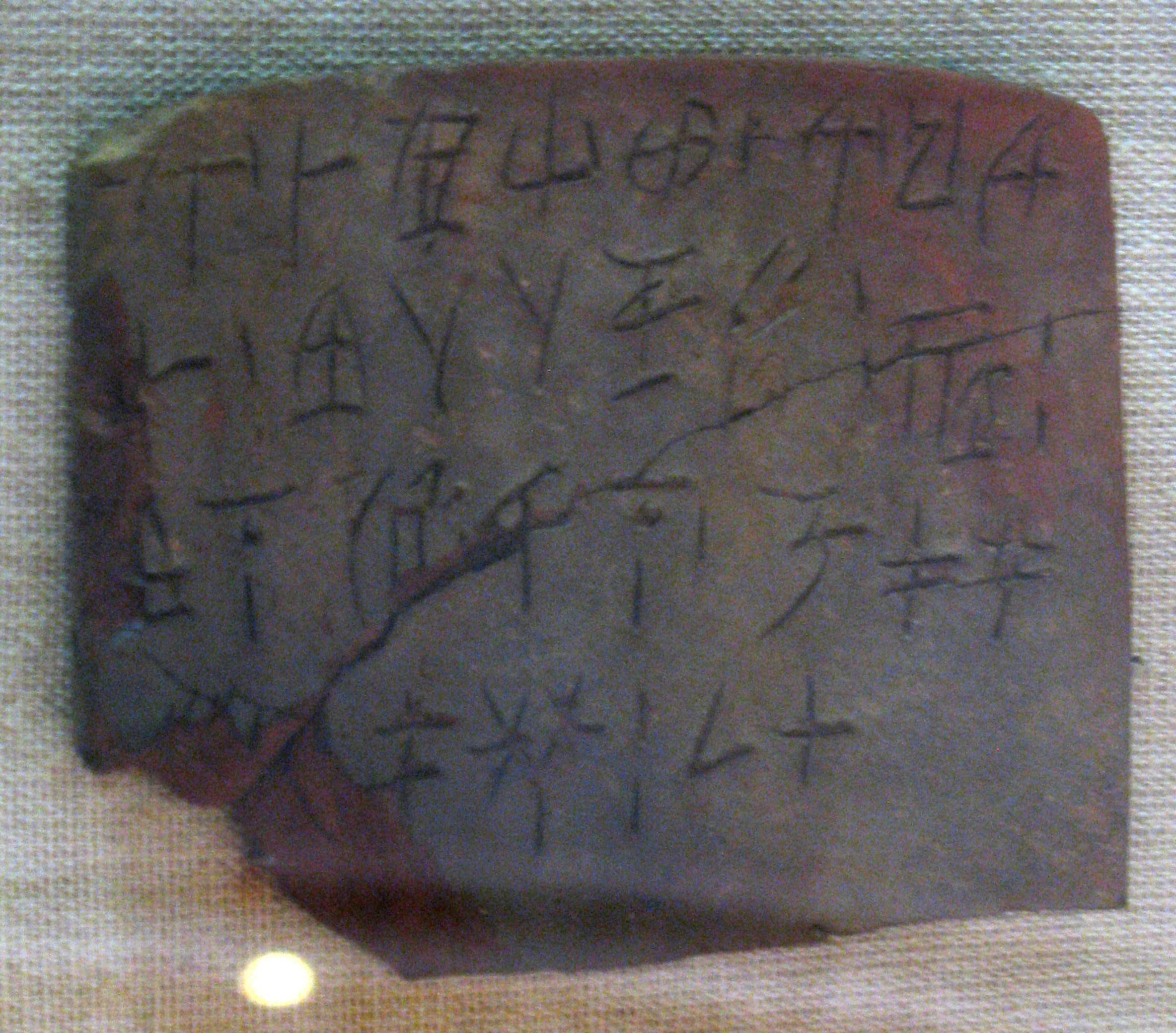
Tafel mit Linearschrift A (Archäologisches Museum Chania)

Die große Zahl von logographischen Zeichen ermöglicht die inhaltliche Erschließung aufgefundener Texte. Es wird angenommen, dass die auf Tontäfelchen eingeritzten Notizen häufig der Verwaltung dienten, so dass ihre Entzifferung vor allem Rückschlüsse auf wirtschaftliche Verhältnisse der Epoche ermöglichen würde. Die meisten Texte sind offenbar Listen, bei einzelnen, die die sog. Libationsformel enthalten, handelt es sich vermutlich um Dedikationsinschriften; längere Texte fehlen ganz.

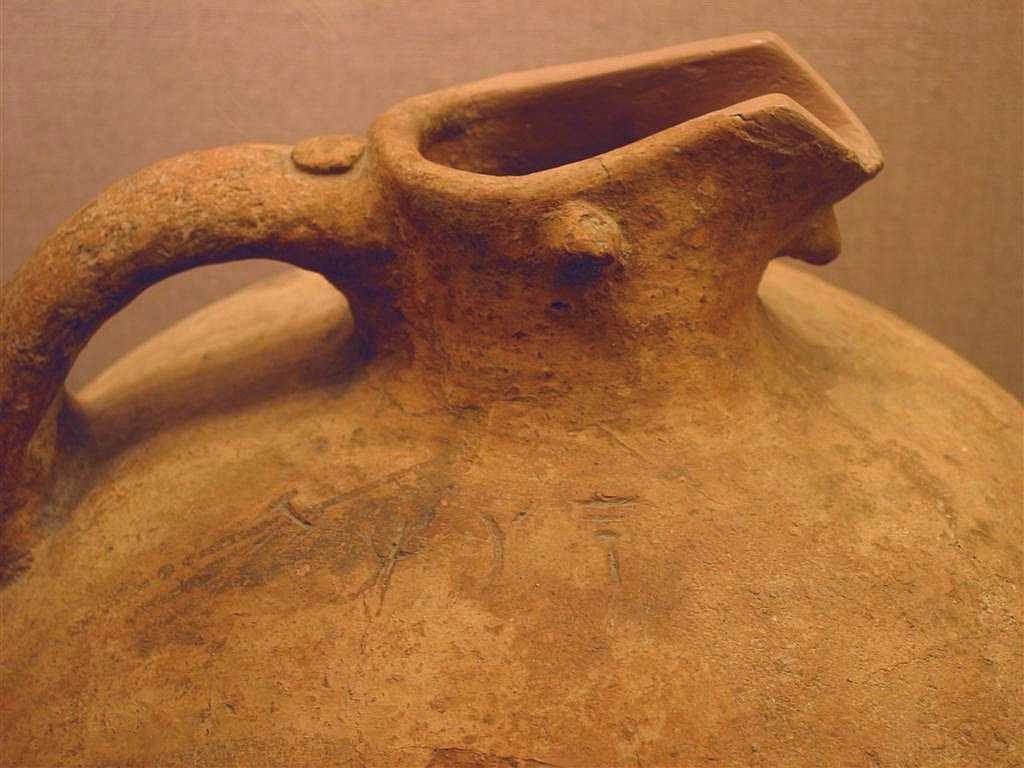
Linearschrift A auf einer Vase, gefunden in Akrotiri

Für das Schreiben in Ton ist das Ritzen von Linien, wie bei den Linearschriften, wenig geeignet. Man geht daher davon aus, dass hauptsächlich auf anderen, nicht sehr haltbaren Materialien wie Papyrus oder Pergament geschrieben wurde. Die Tontafeln waren wohl Notizzettel, die nur kurze Zeit aufbewahrt wurden. Erhalten blieben sie nur deshalb, weil sie durch Brandkatastrophen gebrannt und so für Jahrtausende konserviert wurden.
Einige Zeichen der Linear A sind den archaischen Urbildern der mesopotamischen Keilschrift sehr ähnlich. Eine Verwandtschaft beider Schriftsysteme, die einen Weg zum Verständnis der Linear-A-Inschriften bahnen könnte, gilt daher als möglich, wenn auch wegen des zeitlichen Abstandes als unwahrscheinlich.
Harald Haarmann sieht bei 40 % bis 50 % des Zeicheninventars von Linear A Äquivalenzen mit der Donauschrift. Sie stehe in der Kulturtradition der „balkanisch-ägäischen Konvergenzzone“.

## Verzeichnis der Zeichen
| Zeichen und Nummerierung nach E. Bennett. Das Lesen von Zeichen basiert auf Analoga von Linear B. | Zeichen und Nummerierung nach E. Bennett. Das Lesen von Zeichen basiert auf Analoga von Linear B. | Zeichen und Nummerierung nach E. Bennett. Das Lesen von Zeichen basiert auf Analoga von Linear B. | Zeichen und Nummerierung nach E. Bennett. Das Lesen von Zeichen basiert auf Analoga von Linear B. | Zeichen und Nummerierung nach E. Bennett. Das Lesen von Zeichen basiert auf Analoga von Linear B. | Zeichen und Nummerierung nach E. Bennett. Das Lesen von Zeichen basiert auf Analoga von Linear B. | Zeichen und Nummerierung nach E. Bennett. Das Lesen von Zeichen basiert auf Analoga von Linear B. | Zeichen und Nummerierung nach E. Bennett. Das Lesen von Zeichen basiert auf Analoga von Linear B. | Zeichen und Nummerierung nach E. Bennett. Das Lesen von Zeichen basiert auf Analoga von Linear B. | Zeichen und Nummerierung nach E. Bennett. Das Lesen von Zeichen basiert auf Analoga von Linear B. | Zeichen und Nummerierung nach E. Bennett. Das Lesen von Zeichen basiert auf Analoga von Linear B. | Zeichen und Nummerierung nach E. Bennett. Das Lesen von Zeichen basiert auf Analoga von Linear B. |
| *01-*20                                                                                           | *01-*20                                                                                           | *21-*30                                                                                           | *21-*30                                                                                           | *31-*53                                                                                           | *31-*53                                                                                           | *54-*74                                                                                           | *54-*74                                                                                           | *76-* 122                                                                                         | *76-* 122                                                                                         | * 123-* 306                                                                                       | * 123-* 306                                                                                       |
| ------------------------------------------------------------------------------------------------- | ------------------------------------------------------------------------------------------------- | ------------------------------------------------------------------------------------------------- | ------------------------------------------------------------------------------------------------- | ------------------------------------------------------------------------------------------------- | ------------------------------------------------------------------------------------------------- | ------------------------------------------------------------------------------------------------- | ------------------------------------------------------------------------------------------------- | ------------------------------------------------------------------------------------------------- | ------------------------------------------------------------------------------------------------- | ------------------------------------------------------------------------------------------------- | ------------------------------------------------------------------------------------------------- |
|                                                                                                   | DA *01                                                                                            |                                                                                                   | QI *21                                                                                            |                                                                                                   | SA *31                                                                                            |                                                                                                   | WA *54                                                                                            |                                                                                                   | *76                                                                                               |                                                                                                   | * 123                                                                                             |
|                                                                                                   | RO *02                                                                                            |                                                                                                   | *21f                                                                                              |                                                                                                   | *34                                                                                               |                                                                                                   | *55                                                                                               |                                                                                                   | KA *77                                                                                            |                                                                                                   | * 131a                                                                                            |
|                                                                                                   | PA *03                                                                                            |                                                                                                   | *21m                                                                                              |                                                                                                   | TI *37                                                                                            |                                                                                                   | PA3 *56                                                                                           |                                                                                                   | QE *78                                                                                            |                                                                                                   | * 131b                                                                                            |
|                                                                                                   | TE *04                                                                                            |                                                                                                   | MI? *22                                                                                           |                                                                                                   | E *38                                                                                             |                                                                                                   | JA *57                                                                                            |                                                                                                   | WO2? *79                                                                                          |                                                                                                   | * 131c                                                                                            |
|                                                                                                   | *05                                                                                               |                                                                                                   | *22f                                                                                              |                                                                                                   | PI *39                                                                                            |                                                                                                   | SU *58                                                                                            |                                                                                                   | MA *80                                                                                            |                                                                                                   | * 164                                                                                             |
|                                                                                                   | NA *06                                                                                            |                                                                                                   | *22m                                                                                              |                                                                                                   | WI *40                                                                                            |                                                                                                   | TA *59                                                                                            |                                                                                                   | KU *81                                                                                            |                                                                                                   | * 171                                                                                             |
|                                                                                                   | DI *07                                                                                            |                                                                                                   | MU *23                                                                                            |                                                                                                   | SI *41                                                                                            |                                                                                                   | RA *60                                                                                            |                                                                                                   | *82                                                                                               |                                                                                                   | * 180                                                                                             |
|                                                                                                   | A *08                                                                                             |                                                                                                   | *23m                                                                                              |                                                                                                   | KE *44                                                                                            |                                                                                                   | O *61                                                                                             |                                                                                                   | *85                                                                                               |                                                                                                   | * 188                                                                                             |
|                                                                                                   | S *09                                                                                             |                                                                                                   | NE *24                                                                                            |                                                                                                   | *45                                                                                               |                                                                                                   | JU *65                                                                                            |                                                                                                   | *86                                                                                               |                                                                                                   | * 191                                                                                             |
|                                                                                                   | *10                                                                                               |                                                                                                   | RU *26                                                                                            |                                                                                                   | *46                                                                                               |                                                                                                   | TA2 *66                                                                                           |                                                                                                   | TWE *87                                                                                           |                                                                                                   | * 301                                                                                             |
|                                                                                                   | *11                                                                                               |                                                                                                   | RE *27                                                                                            |                                                                                                   | *47                                                                                               |                                                                                                   | KI *67                                                                                            |                                                                                                   | * 100/ * 102                                                                                      |                                                                                                   | * 302                                                                                             |
|                                                                                                   | ME *13                                                                                            |                                                                                                   | I *28                                                                                             |                                                                                                   | *49                                                                                               |                                                                                                   | TU *69                                                                                            |                                                                                                   | * 118                                                                                             |                                                                                                   | * 303                                                                                             |
|                                                                                                   | QA2 *16                                                                                           |                                                                                                   | *28b                                                                                              |                                                                                                   | PU *50                                                                                            |                                                                                                   | *70                                                                                               |                                                                                                   | * 120                                                                                             |                                                                                                   | * 304                                                                                             |
|                                                                                                   | ZA *17                                                                                            |                                                                                                   | *29                                                                                               |                                                                                                   | DU *51                                                                                            |                                                                                                   | MI *73                                                                                            |                                                                                                   | * 120b                                                                                            |                                                                                                   | * 305                                                                                             |
|                                                                                                   | ZO *20                                                                                            |                                                                                                   | NI *30                                                                                            |                                                                                                   | *53                                                                                               |                                                                                                   | ZE *74                                                                                            |                                                                                                   | * 122                                                                                             |                                                                                                   | * 306                                                                                             |

## Zahlen

### Ganze Zahlen
Ganze Zahlen können gelesen werden. Das System ist wie bei den ganzen Zahlen der ägyptischen Hieroglyphenschrift rein additiv und damit etwas weniger kompliziert als bei der römischen Zahlschrift.
Die Operationen der Addition, Subtraktion, Multiplikation und Division sind ähnlich wie bei den römischen Zahlen.
| 1   | 2   | 3   | 4   | 5   | 6   | 7   | 8   | 9   |
| 𐄇   | 𐄈   | 𐄉   | 𐄊   | 𐄋   | 𐄌   | 𐄍   | 𐄎   | 𐄏   |
| 1   | 2   | 3   | 4   | ,   | 6   | 7   | 8   | 9   |
| 10  | 20  | 30  | 40  | 50  | 60  | 70  | 80  | 90  |
| 𐄐   | 𐄑   | 𐄒   | 𐄓   | 𐄔   | 𐄕   | 𐄖   | 𐄗   | 𐄘   |
| 10  | 20  | 30  | 40  | 50  | 60  | 70  | 80  | 90  |
| 100 | 200 | 300 | 400 | 500 | 600 | 700 | 800 | 900 |
| 𐄙   | 𐄚   | 𐄛   | 𐄜   | 𐄝   | 𐄞   | 𐄟   | 𐄠   | 𐄡   |
| 100 | 200 | ,   | 400 | 500 | 600 | 700 | 800 | 900 |

Tausenderzeichen wurden durch Kreise mit vier oder mehr Strahlen oder Spikes dargestellt, die mehr oder weniger regelmäßig verteilt dargestellt wurden, so bedeutet beispielsweise  3.000 und  4.000.
Samuel Verdan hat 2007  für das 10.000er-Zeichen vorgeschlagen.

### Brüche
In der Wissenschaft besteht kein Einvernehmen über die Brüche.
Corazza et al. (2020/21) schlugen die folgenden Werte vor, von denen die meisten auch bereits früher vorgeschlagen worden waren.
| Abkürzung | Glyphe | Wert         |
| --------- | ------ | ------------ |
| J         | 𐝆      | 1⁄2          |
| E         | 𐝃      | 1⁄4          |
| B         | 𐝁      | 1⁄5          |
| D         | 𐝂      | 1⁄6          |
| F         | 𐝄      | 1⁄8          |
| K         | 𐝇      | 1⁄10         |
| H         | 𐝅      | 1⁄16?        |
| L2        | 𐝉      | 1⁄20         |
| A         | 𐝀      | 1⁄24?        |
| L3        | 𐝊      | 1⁄30         |
| L4        | 𐝋      | 1⁄40         |
| L6        | 𐝌      | 1⁄60         |
| W         | 𐝍      | = BB? (2⁄5)  |
| X         | 𐝎      | = AA? (1⁄12) |
| Y         | 𐝏      | ?            |
| Ω         | 𐝐      | ?            |

Andere Brüche werden durch Addition gebildet: Die gebräuchlichen Werte
- 𐝕 JE und 𐝓 DD sind 3⁄4 und 1⁄3 (= 2⁄6),
- 𐝒 BB = 2⁄5, EF = 3⁄8 usw.

Tatsächlich sieht auch B = 1⁄5 so aus, als ob es von KK = 2⁄10 abstammen könnte.
Die genannten Autoren schlagen vor, dass die Glyphe L 𐝈 – ein Hapaxlegomenon (Einzelbeleg) – in der bisherigen Weise nicht korrekt gedeutet ist.
Mehrere dieser Werte werden von Linear B unterstützt. Obwohl Linear B ein anderes Nummerierungssystem verwendet, wurden mehrere der Brüche von Linear A als fraktionelle Maßeinheiten übernommen.
So entsprechen z. B. in Linear B 𐝓 DD und 𐝎 (vermutlich gleich AA) 1⁄3 und 1⁄12 einer Lana, während 𐝇 K 1⁄10 der Haupteinheit für das Trockengewicht ist.

## Verwandte Themen
- Ägäische Schriftsysteme
- Byblos-Schrift
- Donauschrift
- Kyprische Schrift
- Kypro-minoische Schrift
- Protosinaitische Schrift